# Islamitische Beweging van Oezbekistan
De Islamitische Beweging van Oezbekistan (Oezbeeks: O'zbekiston Islomiy Harakati/Ўзбекистон Исломий Ҳаракати, Russisch: Исламское движение Узбекистана), is een islamitische militante groepering gevormd in 1998 door Tohir Yo‘ldosh en voormalige Sovjet-parachutist Juma Namangani. Beiden waren Oezbeken uit de Ferganavallei. Het oorspronkelijke doel was om het seculiere regime van de Oezbeekse president Islom Karimov omver te werpen en een islamitische staat te creëren met sharia-wetgeving. In de daaropvolgende jaren vormde de organisatie zich om tot een bondgenoot van Al Qaida en de Taliban. Ook heeft de beweging steun betuigd aan de Islamitische Staat in Irak en de Levant.
Op 16 februari 1999 werden bij een mislukte poging om president Karimov te vermoorden zes autobommen tot ontploffing gebracht in Tasjkent. Een jaar later viel de beweging het zuiden van Oezbekistan binnen en drong door tot ongeveer 100 kilometer van Tasjkent voordat zij teruggedreven werd door het Oezbeekse leger. Sinds het begin van de operatie Enduring Freedom heeft de beweging samen met de Taliban en al-Qaida aanvallen uitgevoerd op NAVO-troepen in Afghanistan en Pakistaanse regeringstroepen in Waziristan. De groep wordt door de Europese Unie, het Verenigd Koninkrijk, de Verenigde Staten, Pakistan, Rusland, Canada, Australië en de Verenigde Arabische Emiraten gezien als een terreur-groepering.